# متنزه معسكر هيرو الحكومي
منتزه كامب هيرو الحكومي، تبلغ مساحته 754 أكر (3.05 كـم2) منتزه حكومي يقع في مونتوك بوينت، نيويورك. يحتل المنتزه جزءًا من محطة مونتوك الجوية السابقة.

## تاريخ

### الاستخدام العسكري
عرف الموقع باسم معسكر هيرو أو محطة مونتوك للقوات الجوية تم تكليفه في الأصل من الجيش الأمريكي في عام 1942.عرف معسكر هيرو بأنها محطة دفاع ساحلية متخفية بالقرية لصيد الأسماك وتم اختيار موقعها لمنع غزو محتمل لنيويورك من البحر. وتم تسمية معسكر هيرو على اسم اللواء أندرو هيرو الابن. الذي كان قائد الجيش للمدفعية الساحلية الذي توفي عام 1942. وتم بناء ثلاث بطاريات أسلحة في معسكر هيرو ولتحل محل معظم البنادق الثقيلة الأخرى في دفاعات هاربور في لونغ آيلاند ساوند والتي تضمنت أيضًا قلعة إتش جي رايت وقلعة ميتشي وقلعة تيري . وتم بناء بطاريتين من مدفعان مقاس 16 بوصة لكل منهما والبطاريات 112 و 113 (المسمى رسميًا بطارية دان). كما تم بناء بطارية أخرى من مدفعان بحجم 6 بوصات بطارية 216. تتكون ثلاث بطاريات بشكل اساسي من مخبأ خرساني كبير مغطى بالأرض ويحتوي على مخازن ذخائر ومعدات لمكافحة الحرائق. كانت المدافع مقاس 16 بوصة محمية بأبواق كبيرة وهي البنادق مقاس 6 بوصات بواسطة الدروع.
في عام 1992 ، كتب بريستون نيكولز وبيتر مون مشروع مونتوك:نظريات المؤامرة زعموا فيه إجراء تجارب سرية في موقع معسكر هيرو. كان الكتاب شائعًا لدى منظري المؤامرة ، والتي ولدت عدة عقبات.

### استخدام ما بعد العسكرية
في عام 1984 حاولت إدارة الخدمات العامة بيع المنشأة بالكامل لمطورين العقارات. احتج نشطاء البيئة المحليون ومدعين أن الموقع يحتوي على العديد من النظم البيئية الفريدة وبيئة الحيوانات. وتم إيقاف تشغيل الأجزاء المتبقية من الحجز العسكري في مونتوك وتم التبرع بمعظم المنشأة بما في ذلك معسكر هيرو ، إلى خدمة المنتزه الوطنية والتي سلمتها بعد ذلك إلى مكتب ولاية نيويورك للمتنزهات والترفيه والمحافظة التاريخية. وتم بيع الأجزاء التي لا تعتبر حساسة للبيئة.
ظل معسكر هيرو غير مطور إلى حد كبير خلال الثمانينيات والتسعينيات. في عام 1996 تم إجراء دراسة جدوى لتطوير الموقع لملعب الجولف. ومع ذلك كان علماء البيئة قلقين من أن ملعب الجولف سيؤثر على الأنواع النادرة من النباتات والحياة البرية المهددة بالانقراض مثل السمندل ذو البقعة الزرقاء و السمندل النمر الشرقي وأن الري سوف يستنفذ مصادر المياه المحدوده الجوفية في شبه الجزيرة. وعلى الرغم من وجود طلب لإنشاء ملاعب جولف جديدة في لونغ آيلاند لا سيما على الطرف الشرقي فقد تم إسقاط فكرة إنشاء ملعب جولف جديد في مونتوك بالإضافة إلى منتزه مونتوك داونز الحكومي في عام 1999.
تم افتتاح منتزه معسكر هيرو الحكومي للشعب في 18 سبتمبر 2002.كما ان هناك خطط لإنشاء متحف ومركز تفسيري يركز على الحرب العالمية الثانية وتاريخ الحرب الباردة داخل برج الرادار. وظلت بعض أجزاء المخيم مغلقة ومحروسة خاصة المناطق القريبة من المنشآت الفضائية القديمة. يستند برنامج اشياء غريبة جزئيًا إلى التجارب المفترضة التي أجريت في معسكر هيرو.

## وصف المنتزه
يوفر منتزه معسكر هيرو الحكومي مناطق نزهة وشاطئًا ومسارات للمشي لمسافات طويلة وركوب الدراجات وركوب الخيل والتزلج الريفي على الثلج. يعد شاطئ شهير لصيد الأسماك من خلال الامواج بسبب الهيكل تحت الماء الذي يميل إلى الاحتفاظ بالأسماك. وأشهر الأسماك الموجودة في هذه المنطقة هي سمك القاروس المخطط والسمك الأزرق .
تم تسجيل أجزاء من المنشأة العسكرية السابقة داخل المنتزه لموقع تاريخي وطني .

## روابط خارجية
- موقع تاريخ كامب هيرو
- متنزهات ولاية نيويورك: منتزه كامب هيرو الحكومي
- قائمة بجميع الحصون والبطاريات الساحلية الأمريكية على موقع مجموعة دارسة الدفاع عن الساحل.
- فورتويكي، يسرد معظم CONUS والحصون الكندية